# Aukans
Pour les articles homonymes, voir Ndjuka.
Les Aukan, Okanisi,, Ndyuka, Ndjuka ou Djukas, sont un peuple marron des Guyanes, c'est-à-dire descendants de rebelles s'étant libérés de l'esclavage de la traite atlantique. Les Ndjukas vivent au Suriname et en Guyane française sur les berges du Maroni, mais aussi au nord-est du Guyana dans la région de Berbice Oriental-Courantyne près du fleuve de Courantyne à la frontière surinamienne. Ils parlent le ndjuka ou un créole local et pour certains pratiquent la polygamie. 

## Langue
Leur langue est actuellement un créole fortement dérivé de l'anglais, à environ à 90 %, assez proche de celui parlé par les Saramacas pour qu'ils puissent se comprendre. 

## Histoire

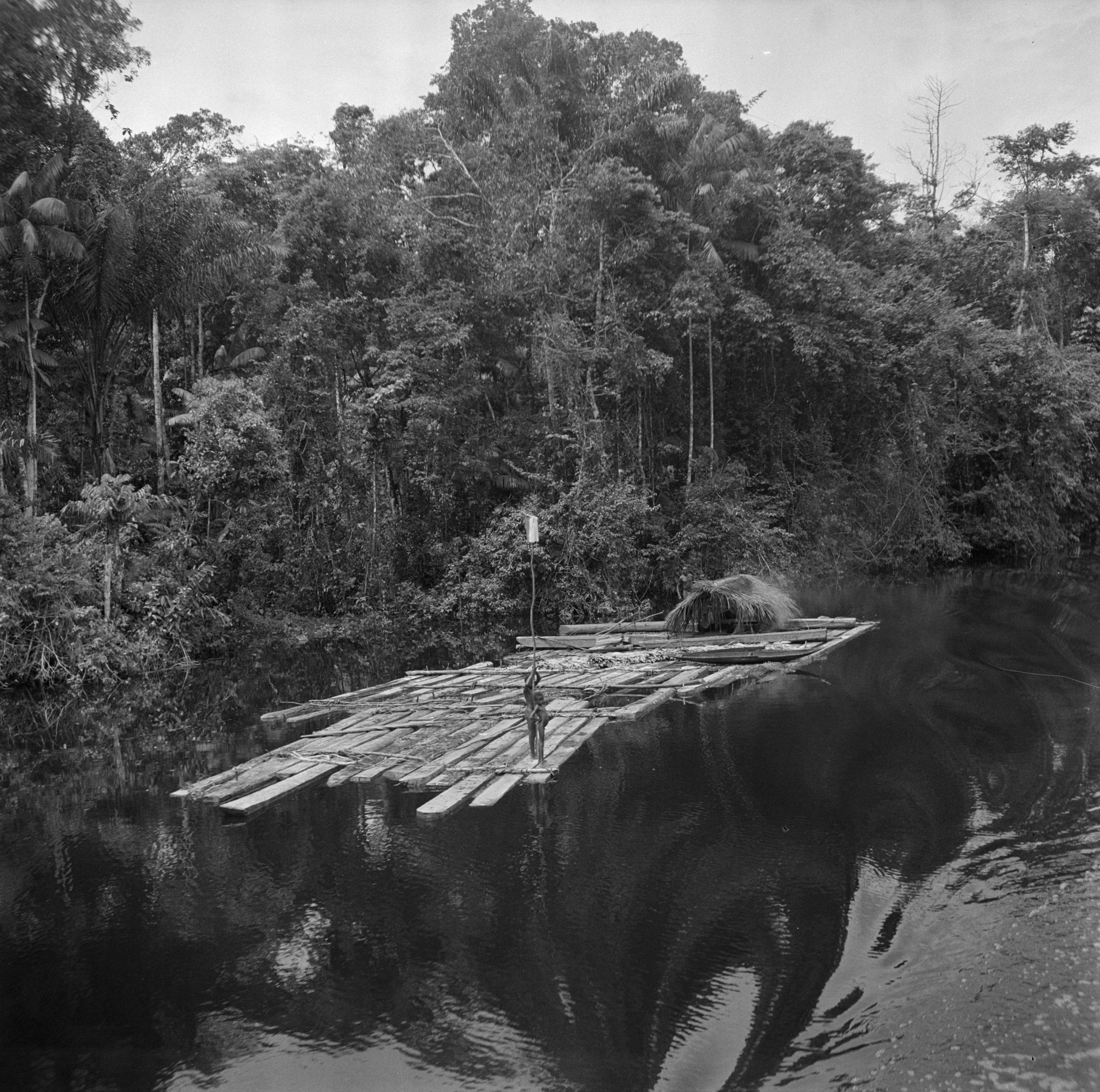
Deux enfants djukas sur un radeau, descendant le Maroni, dans le district de Marowijne. Une cabane est construite sur le radeau où les rameurs (djukas) habitent parfois avec leurs familles. Archives nationales néerlandaises, 1947.

Avant eux d'autres esclaves marrons Africains  avaient établi des débuts de populations issues d'esclaves échappés (les Saramacas qui ont essaimé dans une grande partie de la Guyane), et après eux les aluku feront de même. Échappés des grandes plantations sucrières du Suriname aux XVIIe et XVIIIe siècles, ils se sont progressivement enfoncé dans la forêt amazonienne, où on les considère comme principalement installés le long des berges de l'aval du bassin du fleuve Maroni, dans l'actuelle région frontalière de Saint-Laurent-du-Maroni à proximité du Suriname, ainsi que dans la région de Mana. Ce mouvement migratoire s'est fait après le moment de la première ruée vers l'or. 
Les Djukas ont parfois du défendre leurs territoires contre les Saramacas ou d'autres groupes ethniques proches. 
En 1760, ils ont signé un traité de paix avec les autorités coloniales de la Guyane hollandaise qui leur a donné liberté et autonomie, et avec des clauses de gratifications périodiques.
Aujourd'hui, hors de la forêt certains vivent en ville dont à Saint-Laurent-du-Maroni dans le quartier marron de la Charbonnière.
L'ethnologue Diane Vernon a décrit dans les années 1970 la vie d’un village sur le Tapanahoni (dit Ndjuka liba, ce qui signifie le fleuve ou le pays ndjuka), situé sur la partie amont du Maroni).
En 2017, la communauté okanisi a élaboré une loi pénale, appelée Deng weti.

## Culture et organisation sociale
La vie sociale des Ndjukas a notamment été étudiée et décrite par Thoden van Velsen & van Wetering (1988) et Parris (2002) . 
La société ndjuka est divisée en clans. 
Chacun de ces clans est structuré selon son matrilignage et organisé sous l'autorité d'un « Gaanman ». Celui-ci, chef du clan et prêtre suprême est aidé dans ses tâches par « plusieurs kapiten (au moins un par clan) qui le représentent dans les divers grands villages du pays ndjuka ; ces kapiten sont eux-mêmes assistés de basia auxquels peuvent être dévolues des tâches plus spécifiques. Parmi ces basia et plus récemment parmi ces kapiten peuvent figurer des femmes qu’on appelle alors uman basia (femme basia) et uman kapiten (femme kapiten). ». 
La société ndjuka est matrilinéaire. Chaque mariage se prépare par de longues négociations entre les matrilignages respectifs des deux futurs époux. Un enfant est considéré comme appartenant à sa mère et à son lignage. Il ne peut lui être enlevé sans son accord.
À l'adolescence (avant 18 ans en général, dès que la mère juge que sa fille a les seins bien développés) la cérémonie du Pangi (« don rituel du pagne ») marque le passage de la jeune fille au statut de « femme adulte », lequel est associé à des droits, dont celui d'avoir pour les femmes le souhaitant leur propre abattis pour par exemple produire du couac (dénomination guyanaise du manioc préparé en tapioca), et avant le mariage d'avoir des relations sexuelles avec les partenaires de son choix (à condition de rester discrète, faute de quoi sa réputation et celle de sa famille en souffrirait). Le don du pagne peut aussi être déclenché par la survenue d'une grossesse durant l'adolescence.
Au Surinam, dans les villages de la forêt, la polygamie est pratiquée, tradition qui présente là la particularité de s'inscrire dans un « système matrilinéaire où les femmes sont tout à la fois puissantes et dépendantes ». Le droit français interdit la polygamie mais il est toléré chez certaines femmes ndjukas en situation d'immigration. Ce droit est revendiqué par les femmes, mais des ethnologues montrent qu'il peut aussi se retourner contre elles. 
Le mariage coutumier est dit libi anga (vivre avec) ou poti a osu (mettre dans la maison) et  pas plus que les fiançailles il ne modifie la notion de propriété ; les bien ne sont pas communs, la maison, la pirogue appartiennent à l'un ou l'autre des époux. Le père n'a pas de droit sur l'enfant. Un couple fiancé peut vivre ensemble durant des années avant de se marier (ou de se séparer).
Dans les années 1980 et 1990 Diane Vernon a aussi décrit la vie spirituelle et la représentation du corps chez les Ndukas,,.
Quand un membre de la communauté meurt, le deuil durait autrefois jusqu’à deux ans mais il peut aujourd'hui se terminer après six mois. Le non-respect de la fidélité durant cette période est supposé porter malheur, via le kandu (principe magique et vengeur), et éventuellement apporter la maladie (sida y compris, depuis qu'il a été introduit dans ces régions).